# 卡萨拉州
卡薩拉州（阿拉伯语：‎），1991至1994年間名為東部州（‎），是苏丹的18个州之一，位於該國東部，東鄰厄立特里亞。阿特巴拉河流經。面积36,710平方千米，人口為1,171,118人（2006年），首府卡薩拉。